# Faraonova mastaba

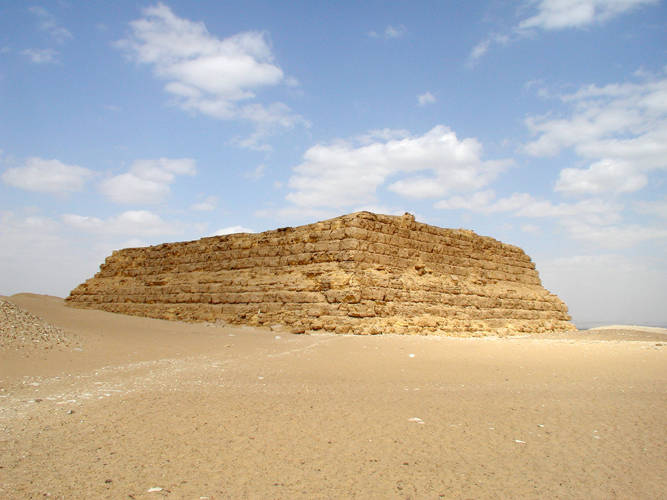
Faraonova mastaba v Sakkáře

Faraonova mastaba, známá též jako Šepseskafova hrobka či Šepseskafova mastaba, je staroegyptská hrobka nacházející se v oblasti jižní Sakkáry. Nechal ji postavit panovník 4. dynastie Šepseskaf, který vládl přibližně v letech 2503–2498 př. n. l.

## Pohřební komplex
Hrobka má tvar velkého sarkofágu, avšak její podzemní struktura má charakter pyramidy. Stavba stojí na umělém podloží, které je tvořeno obrovskými kamennými bloky. Hrobka byla postavena z velkých bloků vápence a obložena vápencovými deskami pocházejícími z lomů v Tuře. Podzemní prostory tvoří sestupná chodba, do které se vchází ze severní strany mastaby, předsíň, pohřební komora a sklady. Pohřební komora má žulový sedlový strop. Na některých místech připomíná Šepseskafova mastaba Menkaureovu pyramidu, kterou nechal postavit jeho předchůdce faraon Menkaure. Před vchodem do pyramidy se nacházel zádušní chrám, jehož pozůstatky jsou patrné i v současnosti. Rovněž byly nalezeny pozůstatky dlouhé vzestupné cesty. Údolní chrám však nebyl nalezen.